# Чедвик, Эйми-Линн
Эйми-Линн Чедвик (англ. Aimee-Lynn Chadwick; род. 19 августа 1980, Сандуич, Массачусетс) — американская актриса и певица.

## Биография
Эйми-Линн Чедвик родилась 19 августа 1980 года в городе Сэндвич, штат Массачусетс, США. Обучалась в престижной Школе изобразительных искусств «Capachione» (англ. Capachione School of Performing Arts), некоторое время училась в Бостонской консерватории. Решив стать актрисой, отправилась в Голливуд и стала посещать различные кастинги.
Первую известность получила благодаря одной из центральных ролей в зомби-хоррорах «Возвращение живых мертвецов 4: Некрополис» и «Возвращение живых мертвецов 5: Рейв из могилы», вышедших в 2005 году. Впоследствии снималась в гостевых ролях в телесериалах «Лас-Вегас», «Забытые», «Риццоли и Айлс», «Ищейка» и «Менталист». В 2011 снялась в подростковой драме «Выпускной».
С 2015 начала сниматься в комедийном сериале «Город мишуры» (англ. Tinsel's Town), где исполнила роль главной героини Тинсел Таунсенд, актрисы, пытающейся построить карьеру в Лос-Анджелесе. Сериал остался малоизвестным проектом и даже не был переведён на русский язык.
В 2016 сыграла ведущую женскую роль в театральной постановке «Магазинчик ужасов» в театре Зигфилд (англ. The Ziegfeld Theater) в Саут-Огдене, штат Юта.

## Работы в театре
| Год  | Название          | Театр                | Место                | Роль |
| ---- | ----------------- | -------------------- | -------------------- | ---- |
| 2016 | Магазинчик ужасов | The Ziegfeld Theater | Саут-Огден, Юта, США | Одри |

## Фильмография
| Год       |    | Русское название                              | Оригинальное название                        | Роль                    |
| --------- | -- | --------------------------------------------- | -------------------------------------------- | ----------------------- |
| 2004      | с  | Дрейк и Джош                                  | Drake & Josh                                 | студентка               |
| 2004      | ф  | История Золушки                               | A Cinderella Story                           | Астрид (девушка-диджей) |
| 2005      | ф  | Возвращение живых мертвецов 4: Некрополис     | Return of the Living Dead: Necropolis        | Беки Карлтон            |
| 2005      | ф  | Возвращение живых мертвецов 5: Рейв из могилы | Return of the Living Dead: Rave to the Grave | Беки Карлтон            |
| 2007      | ф  | Рабство                                       | Trade                                        | девушка в школе         |
| 2008      | с  | Лас-Вегас                                     | Las Vegas                                    | Мэнди Фримонт           |
| 2009      | с  | Забытые                                       | The Forgotten                                | Джессика                |
| 2011      | ф  | Выпускной                                     | Prom                                         | Рэйчел                  |
| 2011      | с  | Риццоли и Айлс                                | Rizzoli & Isles                              | Сабрина Скотт           |
| 2011      | ф  | Похороненная 2                                | Chromeskull: Laid to Rest 2                  | Элли                    |
| 2011      | с  | Ищейка                                        | The Closer                                   | Келли Майерс            |
| 2013      | с  | Менталист                                     | The Mentalist                                | Сара Парсонс            |
| 2015—2018 | с  | Город мишуры                                  | Tinsel's Town                                | Тинсел Таунсенд         |
| 2016      | ф  | Случайные связи                               | Casual Encounters                            | Сара Хэйнс              |
| 2017      | тф | Мой рождественский принц                      | My Christmas Prince                          | репортёр                |
| 2018      | с  | Йеллоустон                                    | Yellowstone                                  | официантка              |